# Merismus viridis
Merismus viridis är en stekelart som först beskrevs av Vittorio Luigi Delucchi 1955.  Merismus viridis ingår i släktet Merismus och familjen puppglanssteklar. Inga underarter finns listade i Catalogue of Life.